# Tomás de Cárdenas
Tomás de Cárdenas, OP (falecido em 1578) foi um prelado católico romano que serviu como terceiro bispo de Verapaz (1574–1578).

## Biografia
Tomás de Cárdenas foi ordenado sacerdote na Ordem dos Pregadores. No dia 8 de janeiro de 1574, foi escolhido pelo Rei da Espanha e confirmado pelo Papa Gregório XIII como Bispo de Verapaz. Serviu como Bispo de Verapaz até à sua morte em 1578.